# Fjortonårig dansös
Fjortonårig dansös eller Den lilla fjortonåriga dansösen (franska: Petite danseuse de quatorze ans) är en skulptur av den franske konstnären Edgar Degas.

## Motiv
Degas är känd för sina många målningar av dansare på Parisoperan, till exempel Dansklassen (1873–1876). I takt med att hans syn försämrades började han alltmer övergå till skulptur. Hans mest kända skulptur är Fjortonårig dansös. Som modell stod den unga Marie van Goethem (1865–1900), dansös vid Parisoperan. Dansösen väntar i fjärde positionen med höjt huvud och halsen hårt sträckt. Skulpturen ansågs vara mycket realistisk med riktiga balettkläder och hår. Realismen och den utmanade kroppshållningen föranledde mycket kritik från Paris konstetablissemang. 

## Vaxoriginalet
Originalversionen gjorde Degas i bivax 1878–1881. Den ställdes ut på den sjätte impressionistutställningen i Paris 1881 och var den enda skulptur han någonsin ställde ut. Konstnären behöll skulpturen livet ut och det var hans arvingar som sedermera sålde den. Sedan 1999 ingår originalskulpturen i National Gallery of Arts samlingar i Washington D.C.

## Kopior i gips och brons
Efter Degas död 1917 fann man omkring 150 skulpturer hos konstnären. Flertalet var gjorda i obeständiga material såsom vax och därför i dåligt skick. Efter en överenskommelse med arvingarna tilläts skulptören Paul-Albert Bartholomé och gjuterifabrikören Adrien-Aurélien Hébrard (1865-1937) att gjuta 72 av de 150 skulpturerna. 
Av Fjortonårig dansös gjordes först två gipskopior 1920–1921. De förvaras idag på Joslyn Art Museum i Omaha respektive National Gallery of Art i Washington. Utifrån gipskopiorna gjorde Hébrard drygt 20 bronsavgjutningar åren 1921–1931. Dessa kan idag beses på bland annat Metropolitan Museum of Art i New York, Fogg Museum i Boston, Clark Art Institute i Williamstown, Dresden Staatliche Kunstsammlungen, Philadelphia Museum of Art, Saint Louis Art Museum, Musée d'Orsay i Paris, Ny Carlsberg Glyptotek i Köpenhamn samt Virginia Museum of Fine Arts i Richmond.

## Studier
Degas gjorde flera mindre (72 cm hög) studier av Fjortonårig dansös. Även de göts i brons efter konstnärens död och två versioner finns på Nationalmuseum respektive Göteborgs konstmuseum.

## Olika versioner

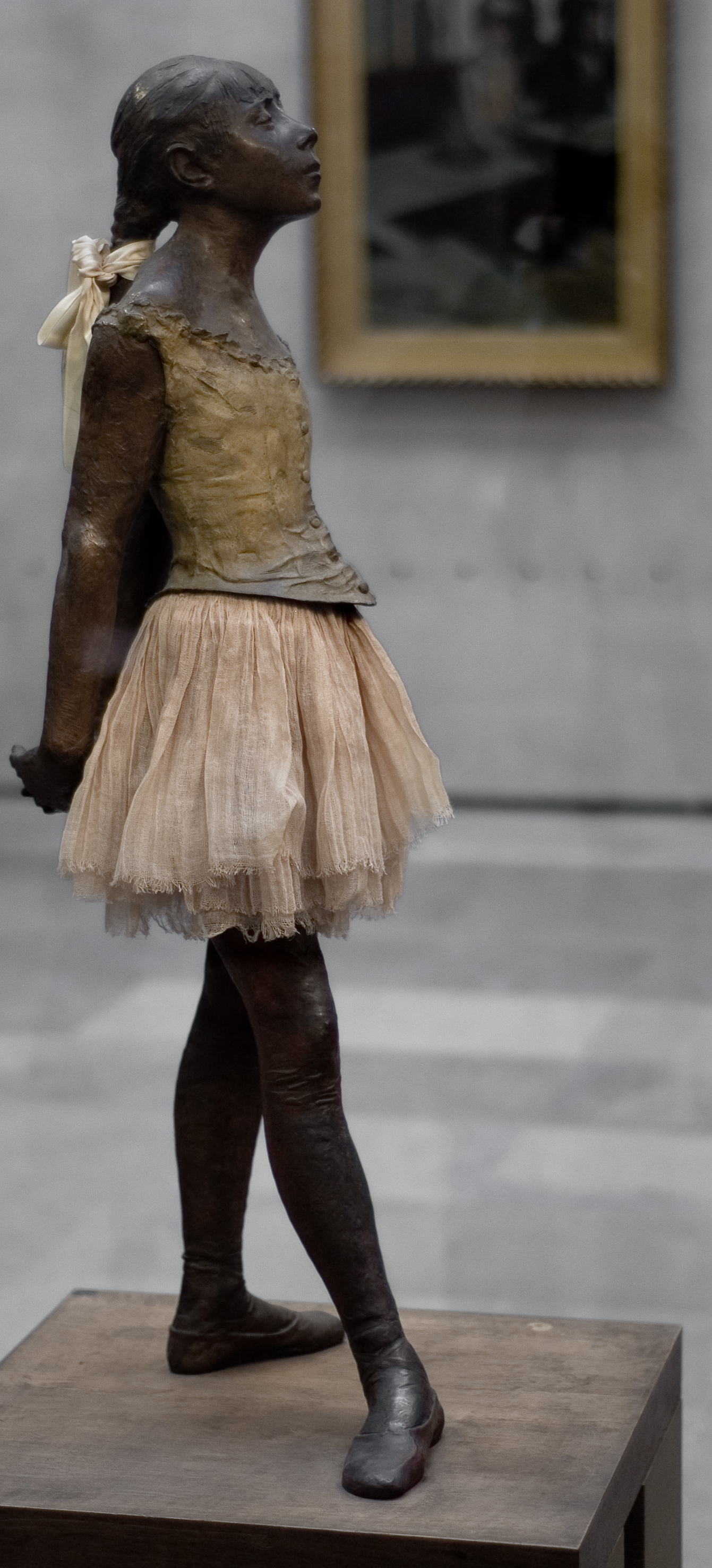
Version i brons på Musée d'Orsay.
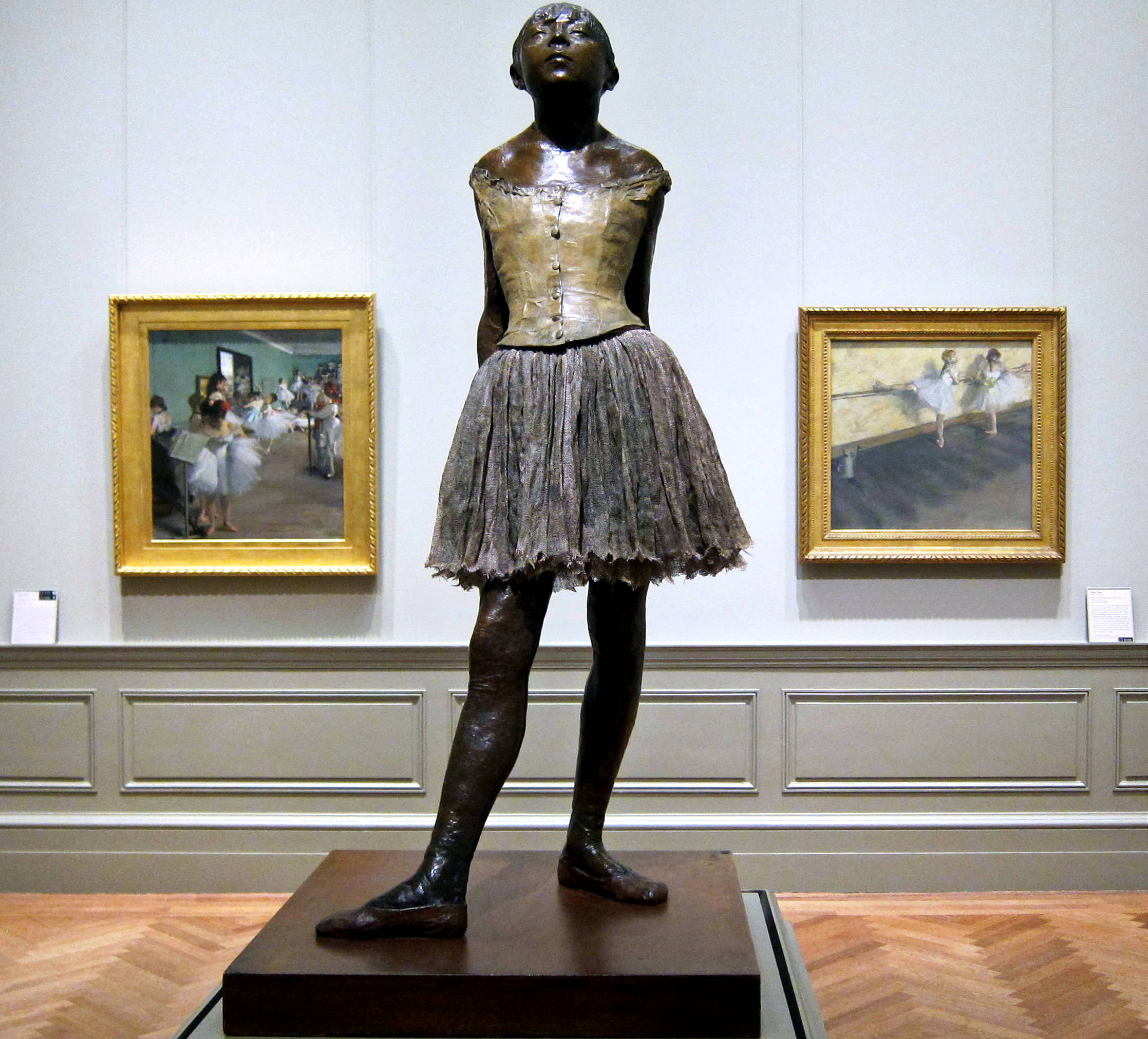
Version i brons på Metropolitan Museum of Art. I bakgrunden hänger på väggen Degas-målningarna Dansklassen och Dancers Practicing at the Barre (1877).
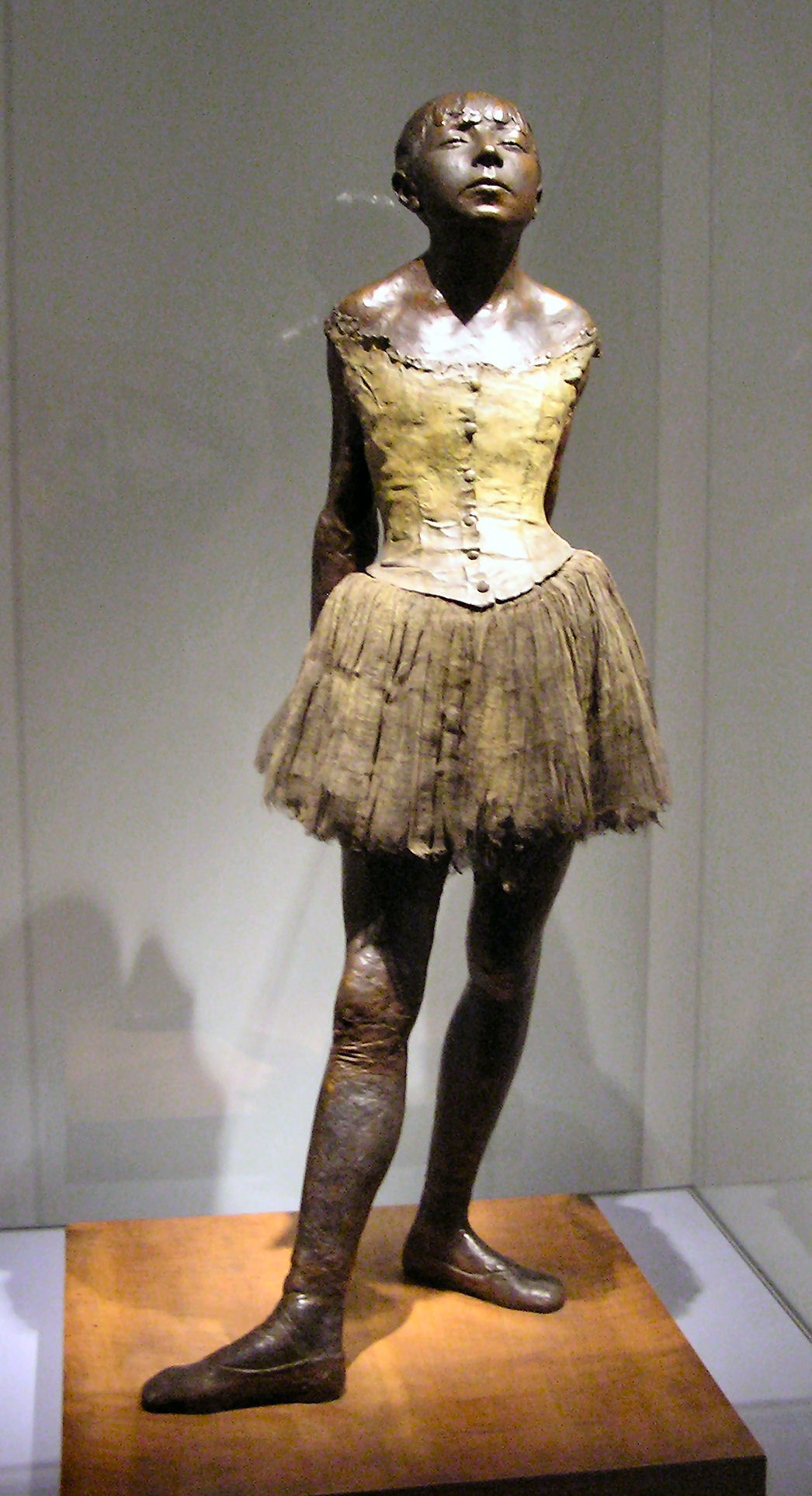
Version i brons på Ny Carlsberg Glyptotek.
Studie för klädd dansös på Göteborgs konstmuseum (1879–1880).